# Anglo-arabo francese

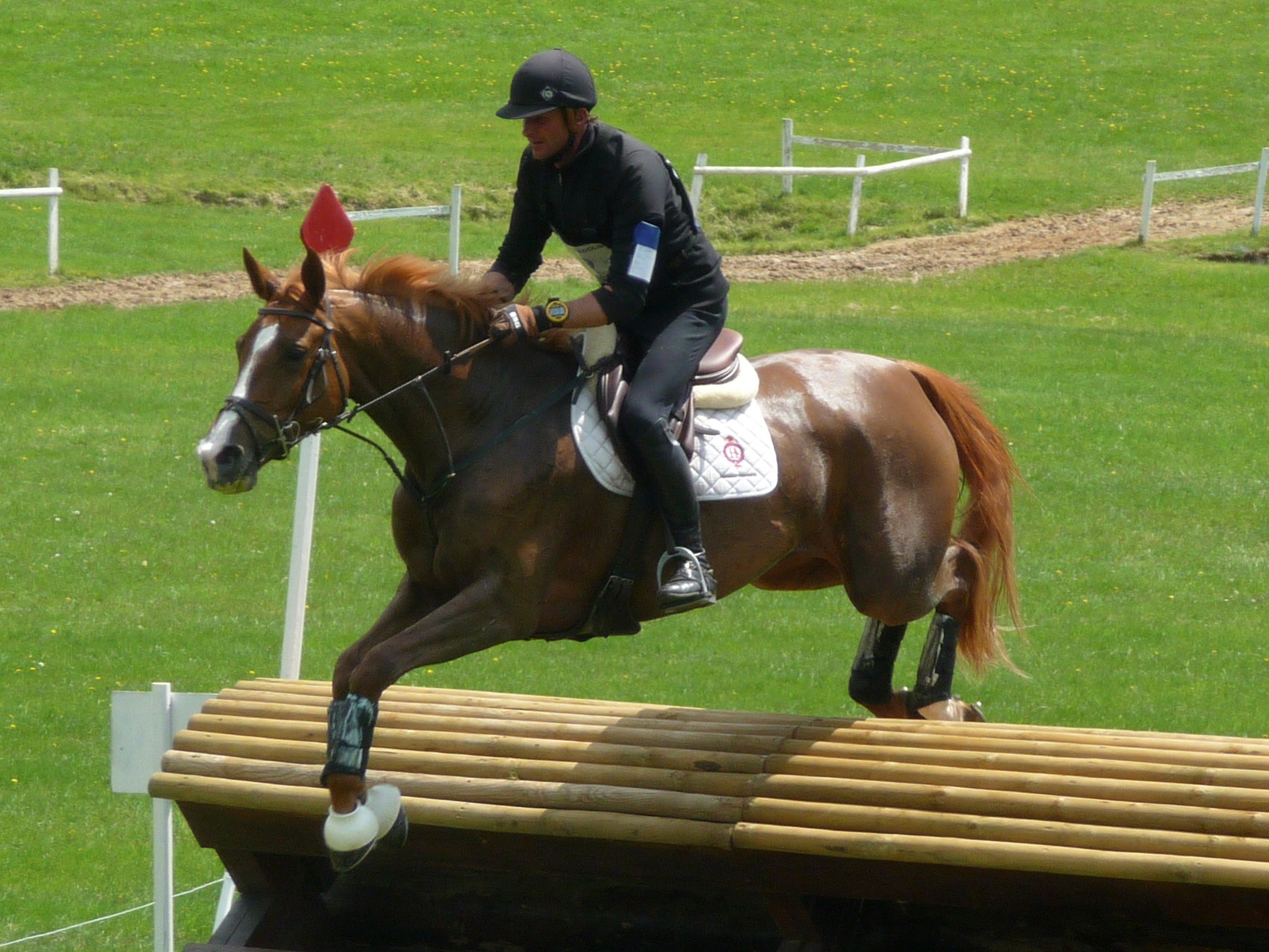
Anglo-arabo francese

L'anglo-arabo francese (abbreviato AA) è un cavallo sportivo di tipo dolicomorfo. Ha caratteristiche intermedie tra il cavallo Arabo ed il Purosangue inglese. Dall'Arabo ha ereditato l'eleganza, l'intelligenza, la resistenza e il carattere più equilibrato. Dal Purosangue inglese ha ereditato la taglia, la velocità e la falcata al galoppo.

## Storia

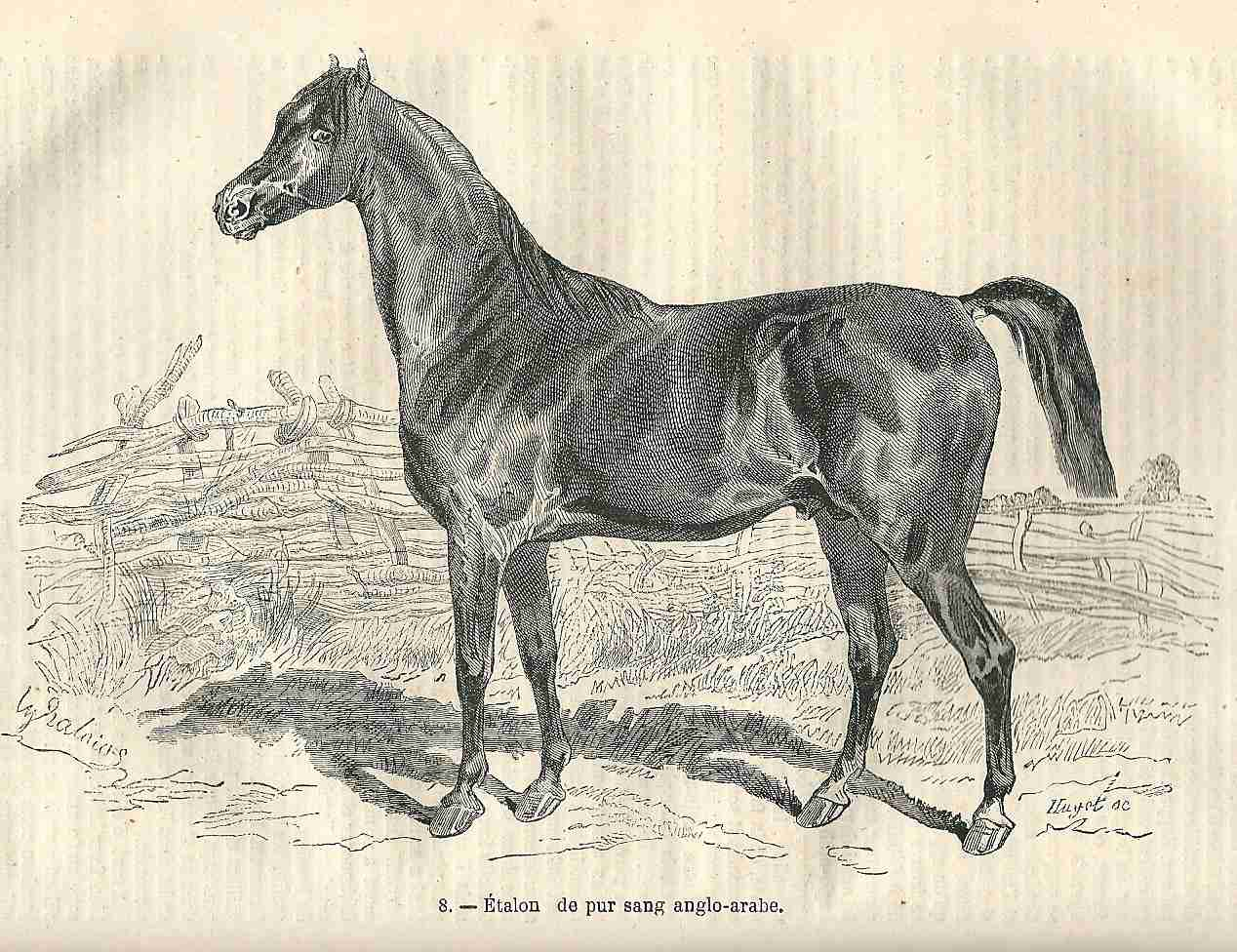
Stampa del 1877

L'anglo-arabo francese è una razza sviluppata, in Francia, a partire dal 1833, dal direttore di allevamento Eugène Gayot, per scopi militari. Gayot istituì appositamente, un allevamento dapprima presso Le Pin-au-Haras, in seguito presso il castello di Pompadour. 
I cavalli "usati" per la nascita della razza furono Massoud (stallone Arabo, dalle forme perfette) e Aslan (stallone di origine arabo-turca), che vennero uniti con le giumente Inglesi Dear, Selim Mare e Comus Mare. I puledri nati, furono i capostipiti della razza. Tuttavia si dovette attendere lo stallone Prisme (vissuto dal 1890 al 1917) per fissare definitivamente i caratteri standard della razza.
Dal 1880, è richiesta la percentuale minima del 25% di sangue Arabo.

## Caratteristiche generali

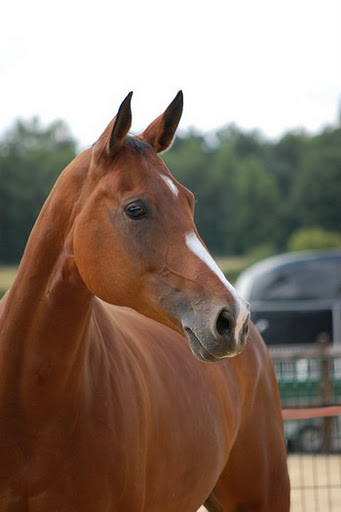
Ritratto di anglo-arabo

- Carattere: l'anglo-arabo francese è un cavallo sincero, nevrile, dal portamento nobile, fiero, leale e coraggioso.
- Aspetto: la pelle sottile è dotata di pelo corto e fine. La testa è piccola, con il profilo leggermente concavo oppure rettilineo; la fronte è larga, mentre le orecchie sono piccole e gli occhi grandi. Il garrese è asciutto e molto rilevato; l'incollatura è parecchio muscolosa, proporzionata e ben attaccata. La linea del dorso e dei lombi è dritta. La groppa è orizzontale, dotata di coda saldamente attaccata. Le reni sono forti e potenti. Gli arti sono robusti, con articolazioni resistenti, asciutte e tendini rilevati. Il piede (ovvero lo zoccolo) è duro.
- Altezza al garrese: l'altezza varia dai 155 ai 167 cm.
- Mantelli principali: sauro, baio; più rari grigio e morello.

## Attitudini
L'anglo-arabo francese è un eccellente cavallo sportivo, particolarmente indicato per il salto ostacoli, il cross-country, il Completo e l'Endurance.

Prima dello sviluppo del Selle français, era il cavallo sportivo francese per eccellenza.